# Alfred Roll
Alfred-Philippe Roll (Parigi, 1º marzo 1846 – Parigi, 27 ottobre 1919) è stato un pittore francese.

## Biografia
Alfred-Philippe Roll studiò arte all'École des beaux-arts di Parigi dove seguì gli insegnamenti di Henri Harpignies, di Léon Bonnat e di Charles-François Daubigny. Eseguì il suo primo paesaggio nel 1869. L'anno seguente espose Les Environs de Baccarat e Le Soir a Salon-de-Provence. 
Allo scoppio della guerra del 1870 fu arruolato come tenente della milizia. Congedato, riprese a dipingere, ma è solo nel 1875 che il pubblico cominciò ad interessarsi dei suoi lavori con l'opera: Inondation à Toulouse. Roll fu sempre un pittore naturalista, ma agli inizi i suoi lavori erano ancora legati al romanticismo con forti influenze pre-romantiche della Scuola di Bologna e di Gustave Courbet. Nel 1877 espose al "Salon de Paris" la tela La Fête de Silène, per la quale ricevette una medaglia d'oro. Da quel momento il suo stile virò più decisamente verso il naturalismo, mentre egli iniziava anche la carriera di ritrattista.
La sua tela La Grève des mineurs (1880) incontrò un vivo successo e Roll divenne in breve uno dei pittori ufficiali della Terza Repubblica. Ricevette numerosi incarichi dallo Stato, dipinse affreschi, soffitti e opere monumentali. Di quel periodo sono: Le Président Carnot à Versailles pour le centenaire des États généraux, Le Tzar Nicolas II de Russie et le président Félix Faure, posant la première pierre du pont Alexandre-III, Les Plaisirs de la vie e infine La Prime jeunesse
Nel 1883 Roll venne nominato Cavaliere della Légion d'honneur. Nel 1905 fu eletto presidente della "Société nationale des beaux-arts" di cui era stato co-fondatore. Nel 1913, infine, fu elevato alla dignità di Grand'Ufficiale della Legion d'Onore.
Nel 1904 aveva sposato in seconde nozze la pittrice e scrittrice Henriette Daux, sua ex-allieva ormai trentottenne e di vent'anni più giovane di lui, che gli fece da modella in diversi ritratti e tele.
Alfred Roll morì a Parigi a 73 anni, nel 1919.

## Opere conservate nelle collezioni pubbliche
Belgio
- Gand, Museo di belle arti: 
  - Le Triomphe de Silène, 1871, olio su tela.
  - La Fête de Silène, 1878, olio su tela.

Francia
- Avignone, Museo Calvet: Don Juan et Haydée d'après Byron, olio su tela.
- Bordeaux, Museo di belle arti: Autoportrait, verso il 1875, olio su tela.
- Châlons-en-Champagne, Municipio, sala del Consiglio: Portrait de Léon Bourgeois, olio su tela.
- Cognac, Museo d'arte e storia: Le Travail, 1885, olio su tela.
- Le Havre, Museo di belle arti: Inondation à Toulouse, olio su tela.
- Parigi :
  - Municipio:
    - Les Plaisirs de la vie.
    - La Prime jeunesse.

  - Museo d'Orsay: Manda Lamétrie, fermière, 1887, olio su tela[6].
  - Petit Palais:
    - Le 14 juillet 1880, inauguration du Monument à la République, verso il 1882, olio su tela.
    - Portrait de Jean-Charles Alphand|Jean-Charles-Adolphe Alphand, 1888, olio su tela.
    - Jane Hading, 1890, olio su tela.
- Valenciennes, Museo di belle arti: La Grève des mineurs, 1880, olio su tela.
- Versailles, Museo della Storia di Francia: Le Président Carnot à Versailles pour le centenaire des États-généraux, olio su tela.

## Decorazioni e riconoscimenti
- Cavaliere della Légion d'honneur nel 1883.
- Grand Ufficiale della "Légion d'honneur" nel 1913.
- Nel 1926 una parte della rue Alphonse-de-Neuville di Parigi, dove Alfred Roll viveva al numero 17, ha preso il nome di "rue Alfred-Roll" in suo onore.

## Allievi
(Lista parziale)
- Jules Ernest Renoux (1863-1932)
- Emmanuel de La Villéon (1858-1944)
- Gustav Wentzel (1859-1927)

## Galleria d'immagini

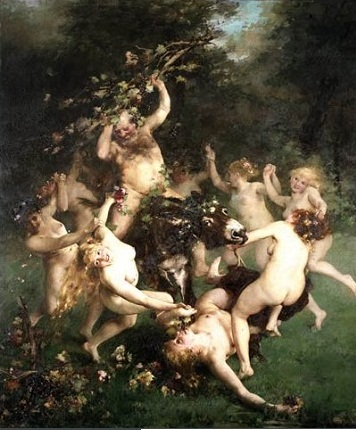
Il trionfo di Sileno (1871)
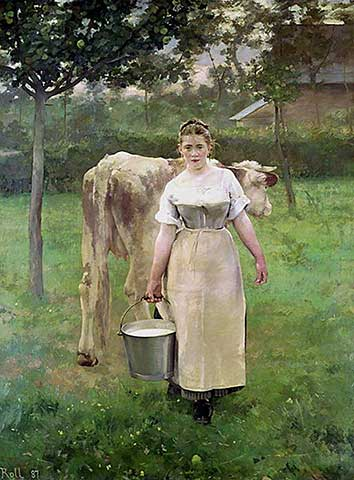
Manda Lamétrie, fattora (1887)
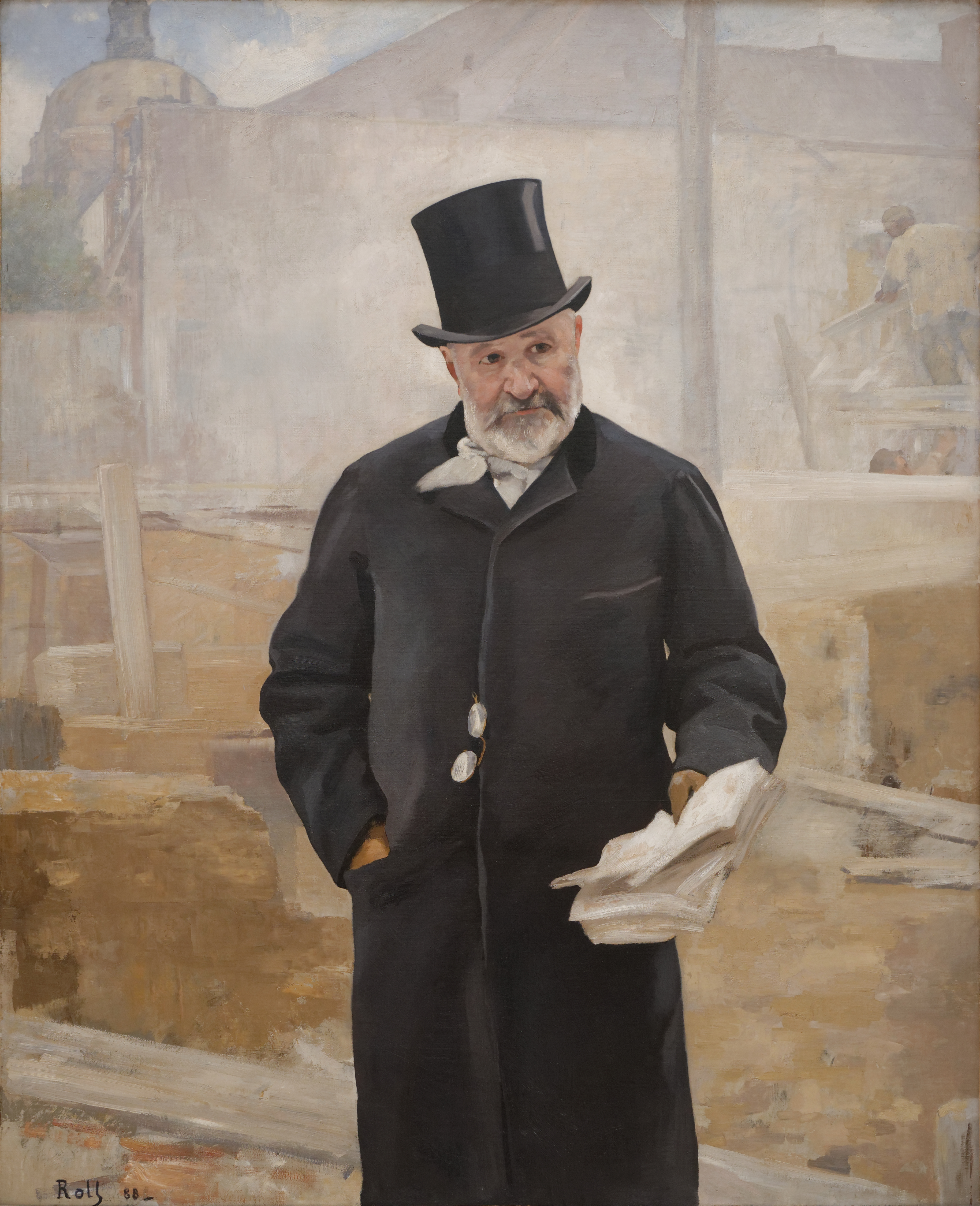
Ritratto di Jean-Charles Alphand (1888)
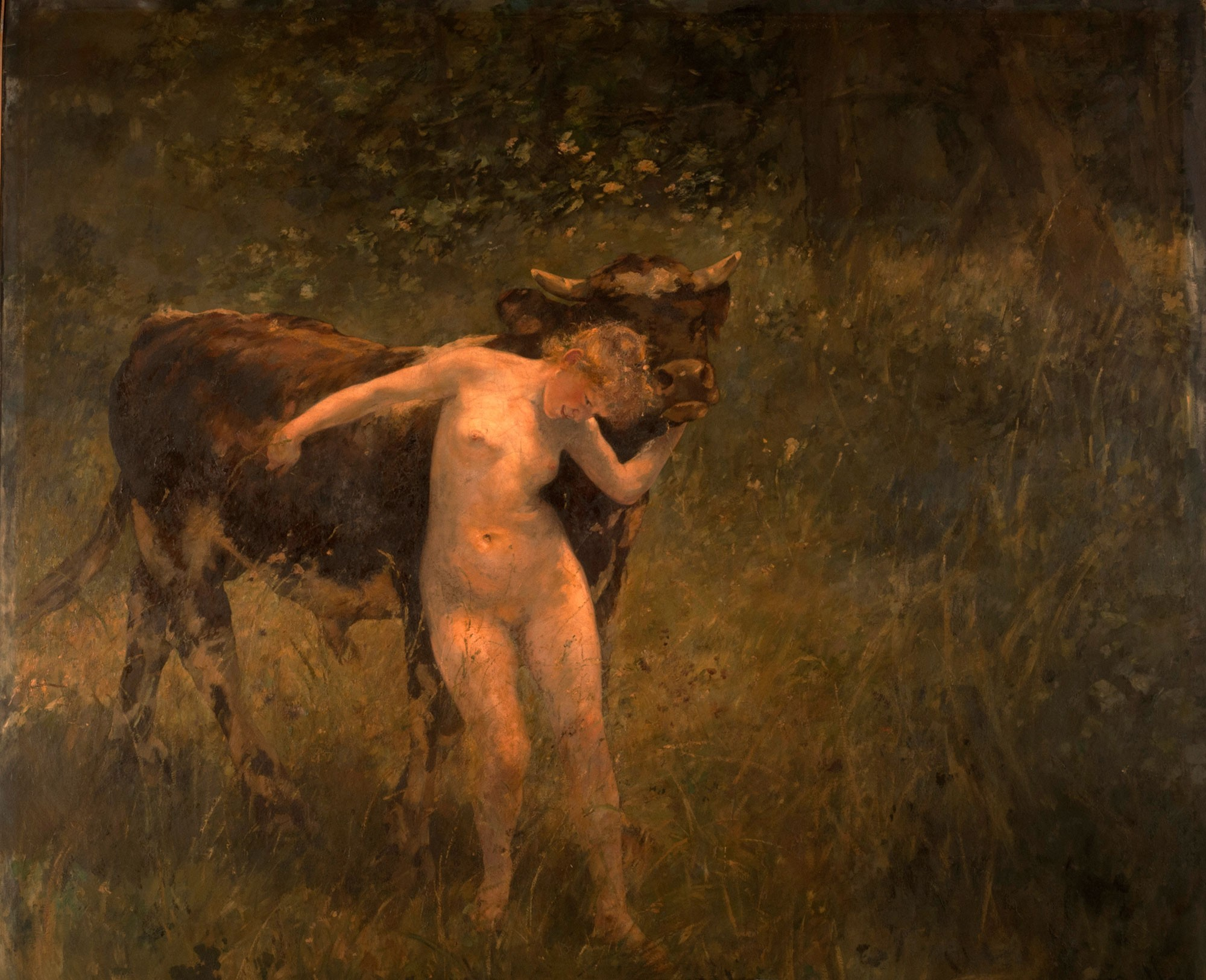
Donna e toro (1885)
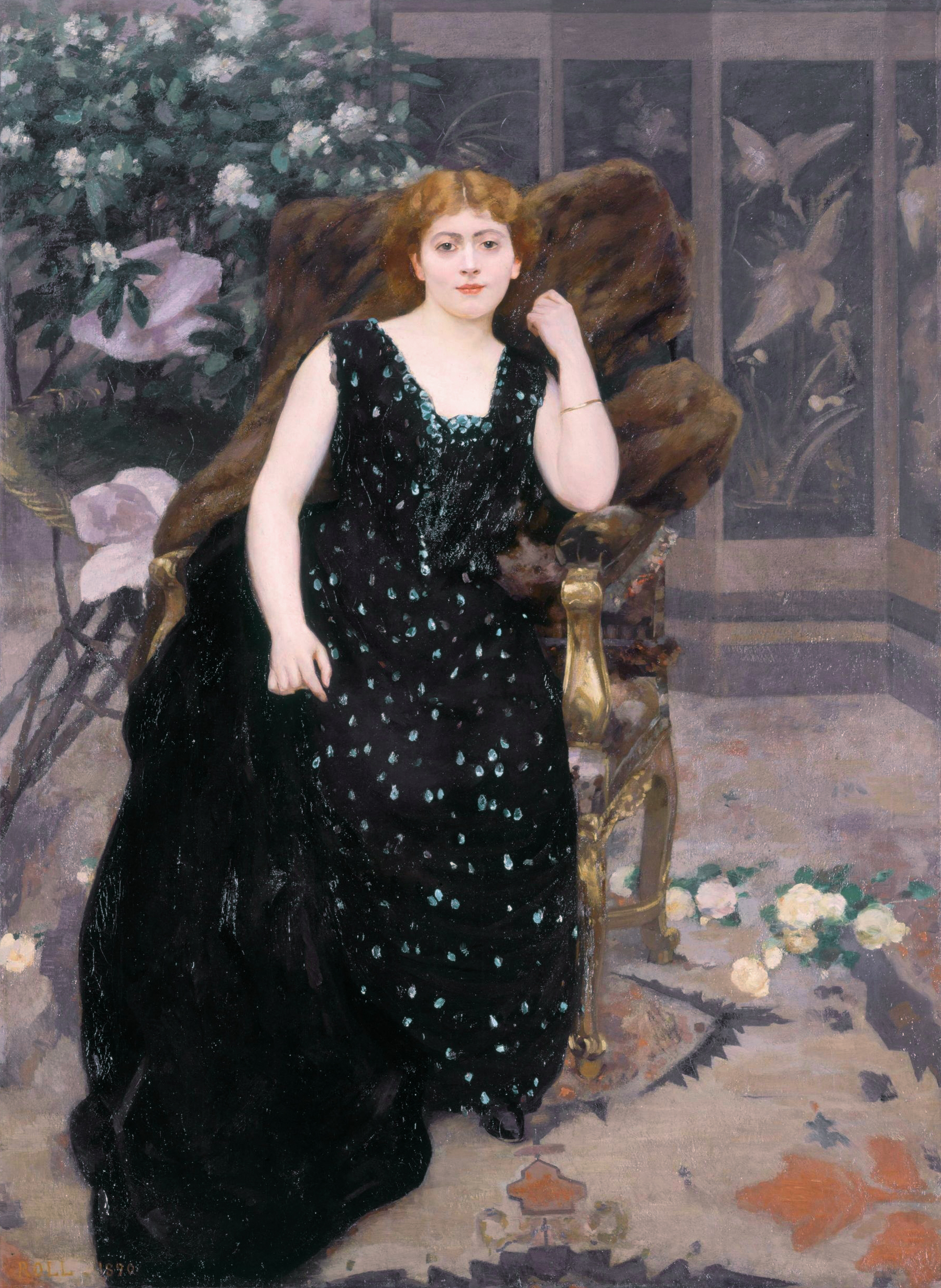
Jane Hading (1890)
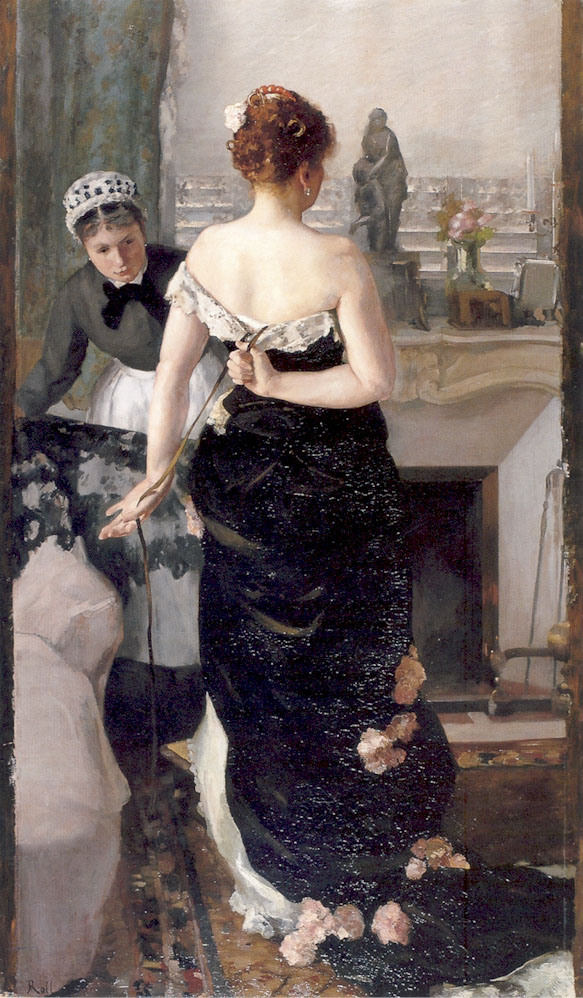
Dopo il ballo
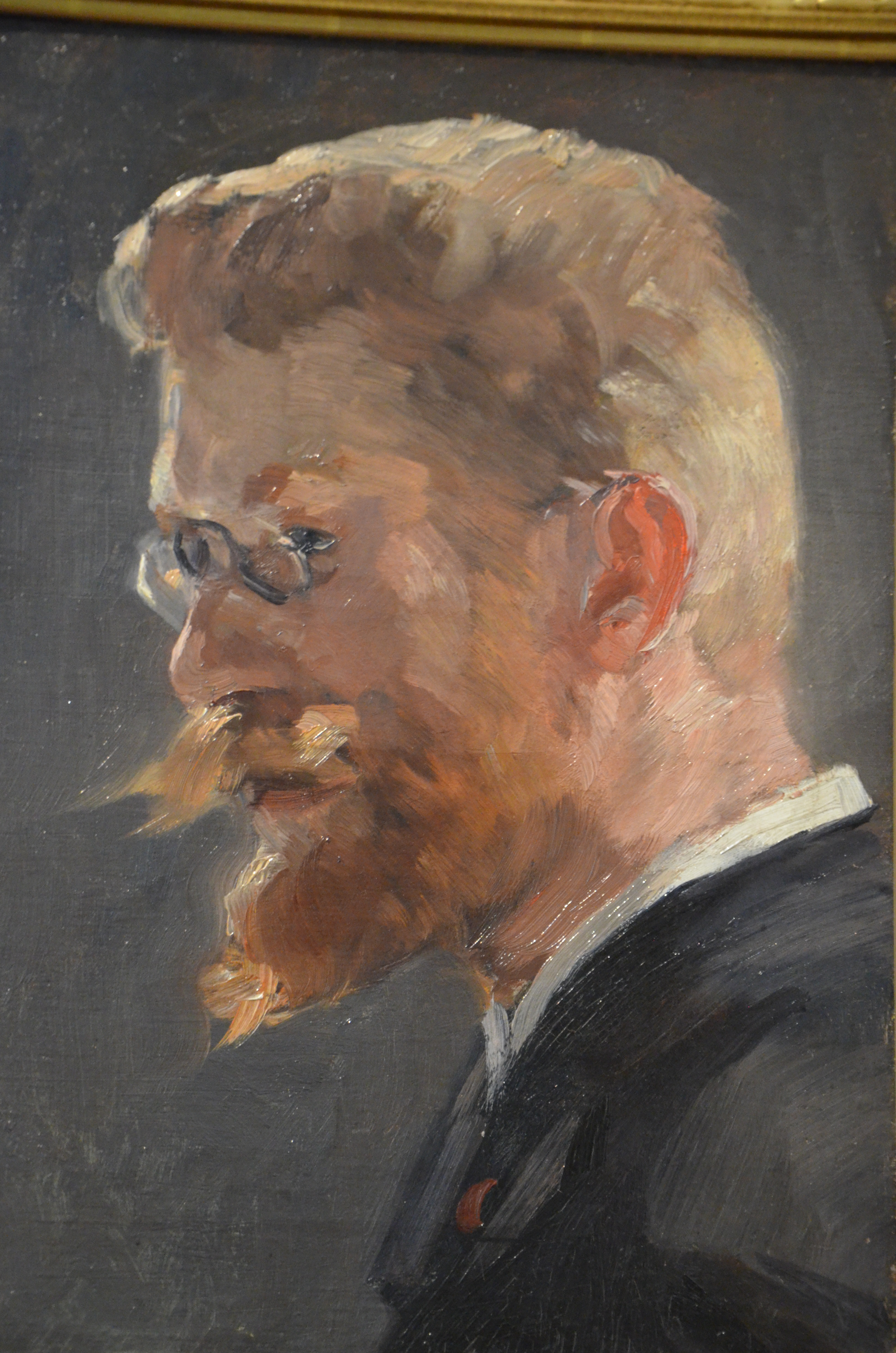
Ritratto di Peder Severin Kröyer (1887)
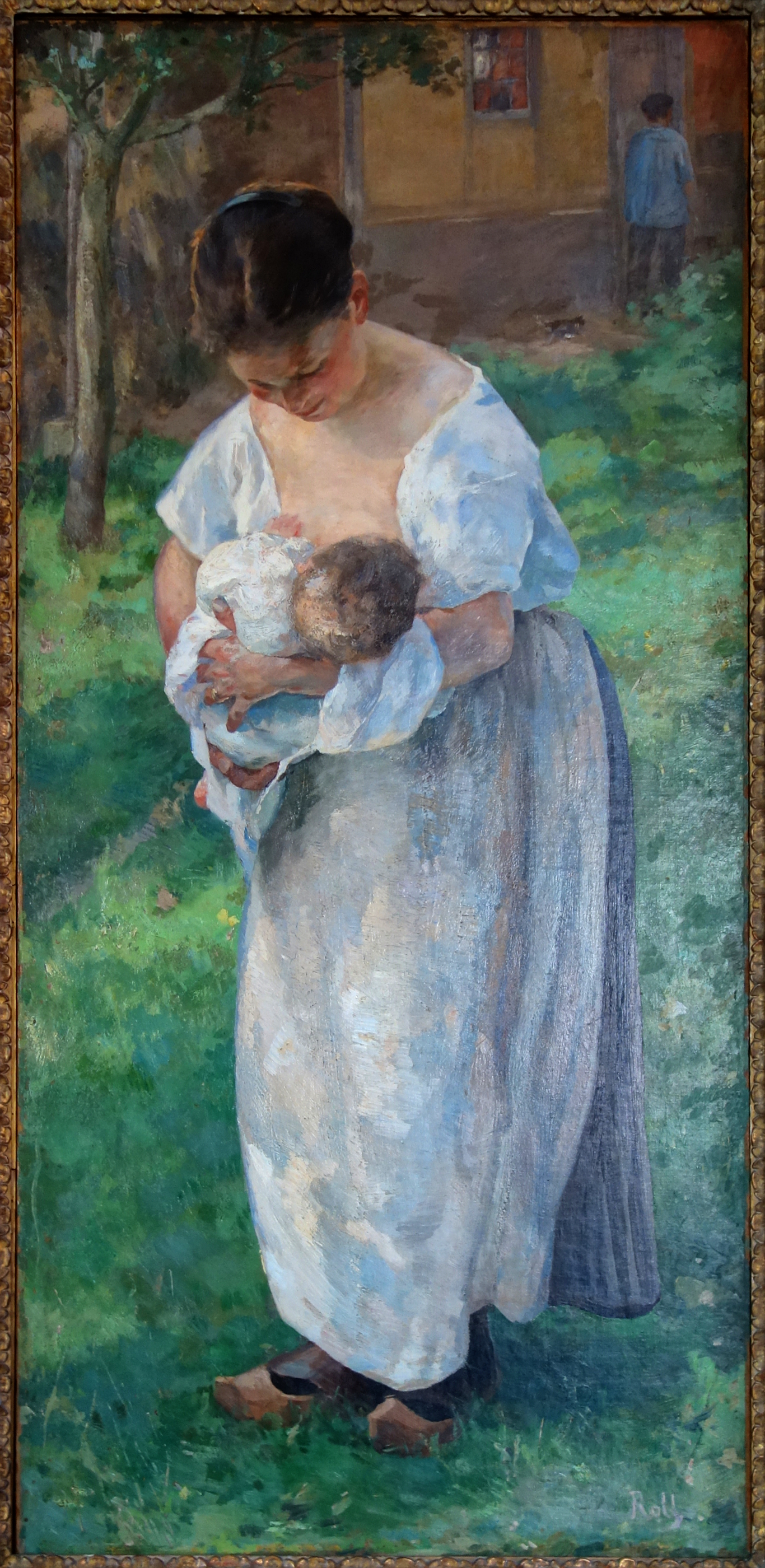
La balia (1890)